# Идеальный муж (фильм, 1999)
«Идеальный муж» (англ. An Ideal Husband) — фильм 1999 года, созданный по мотивам одноимённой пьесы Оскара Уайльда.

## Сюжет
Сэр Роберт Чилтерн (Джереми Нортэм) — преуспевающий правительственный министр, состоятельный и состоящий в счастливом браке с леди Гертрудой Чилтерн (Кейт Бланшетт). Но идиллия нарушается, когда в Лондоне появляется миссис Чивли (Джулианна Мур), имеющая ужасающие улики о его не совсем идеальном прошлом. С их помощью она шантажирует сэра Роберта, требуя взамен во время заседания парламента кардинально изменить позицию в отношении одного принимаемого закона. Чилтерн не рассказывал своей супруге об этой странице своей биографии и разрывается между желанием сказать ей правду и боязнью того, что узнав правду, Гертруда разочаруется в нём и отвернется. Он обращается за помощью к своему другу, лорду Горингу (Руперт Эверетт), известному дамскому угоднику, разочаровывающему своего отца. Горинг давно знаком с миссис Чивли и у него созревает план по спасению друга, включающий в себя соблазнение мошенницы. Также лорд Горинг знакомится с мисс Мэйбл Чилтерн (Минни Драйвер), сестрой сэра Роберта, и, похоже, впервые в жизни серьёзно влюбляется. Череда непростых и комичных ситуаций приводит к счастливому финалу: чета Чилтерн приходит к полному взаимопониманию и гармонии, сэр Роберт получает предложение занять высокий пост, леди Гертруда избавляется от сомнений, что муж её разлюбил. Лорд Горинг получает согласие мисс Чилтерн стать его женой и возвращает расположение отца.

## В ролях
- Джереми Нортэм — сэр Роберт Чилтерн
- Кейт Бланшетт — леди Гертруда Чилтерн
- Минни Драйвер — мисс Мэйбл Чилтерн
- Руперт Эверетт — лорд Артур Горинг
- Джулианна Мур — миссис Лора Чивли
- Джон Вуд — лорд Кавершем
- Йерун Краббе — барон Арнхейм
- Марша Фицалан-Говард[англ.] — графиня
- Оливер Форд Дэвис — сэр Хьюго Данфорт
- Линдси Дункан — леди Маркби
- Расселл Саймон Бил — сэр Эдвард